# Середня Тижма
Середня Тижма́ (рос. Средняя Тыжма) — присілок в Кізнерському районі Удмуртії, Росія.
Населення становить 25 осіб (2010, 57 у 2002).
Національний склад (2002):
- удмурти — 95 %

Урбаноніми:
- вулиці — Тижминська